# Abra Fundición
Abra Fundición ist ein Gebirgspass auf der Puna-Hochebene im Nordwesten Argentiniens. Der Pass befindet sich in der Provinz Salta auf einer Höhe von 4720 m. In Richtung Osten führt die Ruta Provincial 145-S zum 1500 m tiefer gelegenen Nazareno.
Etwa 2 km südwestlich des Passes befindet sich der 5050 m hohe Berg Cerro Fundición.